# Antônio do Lajedinho
Antônio Moreira Ferreira (Feira de Santana, 6 de dezembro de 1925 – Feira de Santana, 27 de maio de 2021) foi um ex-combatente brasileiro que serviu à Marinha do Brasil na Segunda Guerra Mundial. Condecorado pela sua participação na campanha brasileira da segunda guerra, seguida passou a trabalhar como jornalista nos periódicos O Mundo (jornal) e O Careta e foi redator da revista Vigilante. Participou de quatorze antologias e publicou nove livros, inclusos dois de poemas.

## Vida
Nasceu em Feira de Santana no ano de 1925, filho de Francisco Ferreira da Silva, o Chico do Morro, e Zilda Moreira Ferreira. Cursou o primário na Escola Normal Rural daquela cidade.
Em Janeiro de 1942 ingressou na Marinha de Guerra Brasileira, onde participou ativamente de operações de guerra, sendo condecorado por serviços prestados á pátria e pensionado como segundo tenente das Forças Armadas do Brasil. Foi jornalista profissional e advogado atuante nas comarcas de Irecê, Morro do Chapéu, Central, Xique-Xique e Juiz de Paz da então Vila de América Dourada.
Recebeu em Barra do Mendes o Título de Cidadão Barramendense  e do Exército Brasileiro o Diploma de Amigo do 35 BI, além das comendas Maria Quitéria, Godofredo Filho pela Câmara Municipal de Feira de Santana e Honraria no grau de Oficial da Ordem Municipal do Mérito de Feira de Santana.
Poeta e Cronista foi membro fundador do Instituto Histórico e Geográfico de Feira de Santana, e membro do Instituto Internacional da Poesia, União Brasileira de Escritores e da Academia Feirense de Letras na qual ocupou a cadeira número 03, que tem como patrono o poeta, advogado e professor Cristóvão Barreto.
Faleceu aos 95 anos de idade, em sua casa, na cidade de Feira de Santana, vítima de complicações de uma doença pulmonar obstrutiva crônica, deixando dois filhos, doze netos, e sua esposa, D. Célia, com quem foi casado por 72 anos.
Por ocasião de sua morte, o então Prefeito Municipal Colbert Martins, reconhecendo o relevo de Lajedinho para a cultura local, decretou luto oficial de um dia. 

## Realizações
Sempre antenado com a política levou grandes benefícios através das suas influências às cidades de Barra do Mendes, América Dourada e ao povoado do Spínola onde passou alguns anos se dedicando á sua fazenda.
Foi entusiasta da doação do prédio da Associação dos Ex-Combatentes de Feira de Santana á Universidade Estadual de Feira de Santana, transmissão de posse que se concretizou no ano de 2012 e que resultará na construção de um memorial da 2ª Guerra Mundial no prédio que passou a ser utilizado pela UEFS.
Ainda em Feira de Santana, lutou vigorosamente pela realização anual do desfile cívico de 2 de julho que passou a se realizar anualmente no Distrito de Maria Quitéria, e que representa uma homenagem a Maria Quitéria de Jesus, heroína feirense , que, vestida de homem, ingressou no Exército Brasileiro, alistada como Soldado Medeiros, com a finalidade de lutar contra os colonizadores portugueses, na Guerra de Independência.
Foi também um dos grandes entusiastas da criação da sala em homenagem aos pracinhas da segunda Guerra Mundial junto ao 35º Batalhão de Infantaria, em Feira de Santana.

## Obras
- Promessas e Milagres, Barra do Mendes, 1992
- Síntese dos Fatos que Envolveram o Brasil na Segunda Guerra, Feira de Santana, 1997
- Reflexões Sobre o Amor, Feira de Santana, 2000
- Ressaca da Mocidade, Feira de Santana, 2002
- Cantando Pelo Caminho, Feira de Santana, 2003
- A Feira na Década de 30, Feira de Santana, 2004
- A Feira no Século XX, Feira de Santana, 2007.
- Um Marinheiro do Brasil na Segunda Guerra Mundial - Verdades que a História ainda omite, Feira de Santana, 2012
- Memórias de um Feirense, Feira de Santana, 2017.

## Homenagem Póstuma
No ano de 2023 a Câmara de Vereadores de Feira de Santana anunciou que Antônio do Lajedinho dará nome a uma via em abertura naquela cidade que se inicia na Avenida Artêmia Pires Freitas (bairro Registro) e segue até a rua Aliança do Norte. A iniciativa da lei propondo a denominação foi da presidente do Legislativo Municipal, a vereadora Eremita Mota (PSDB), que ressaltou em justificativa a exitosa carreira do homenageado e os serviços prestados à história da cidade.